# Ukmergė
Ukmergė (hist. česky Vilkoměř) je třinácté největší město v Litvě. Je to okresní město ve Vilniuském kraji, 71 km na severovýchod od Kaunasu. Městem protéká řeka Šventoji, ve městě se do ní zprava vlévá říčka Ukmergėlė, dříve nazývaná Vilkamergė nebo Vilkamergėlė. Na pravém břehu Šventoji stojí v centru města Staré město (městská památková rezervace) a hradiště Ukmergės piliakalnis.

## Historie
Ukmergė je jedním z nejstarších měst v Litvě. Nejpopulárnější je (nedoložená) verze, že vzniklo v roce 1225. Ačkoliv zajisté město i hrad zde byly mnohem dříve, jako oficiální jubileum města se uvádí rok 1333, kdy město bylo poprvé zmíněno v kronice Hermanna von Wartberge Chronicon Livoniae pod názvem Vilkenberge.
V roce 1486 Ukmergė dostalo městská práva, v roce 1792 opakovaně. V roce 1935 byla potvrzena městská práva I. řádu.

### Další události
- 3. května roku 1919 byli vyhnáni z města (tehdy se jmenovalo Vilkmergė) bolševici.
- V roce 1846 založena první nemocnice.

## Původ názvu a synonyma
V Chronicon Livoniae bylo město zmíněno pod názvem Vilkenberge. V té době byl litevský název nejspíše Vilkamergė. Do I. světové války byl oficiální název Vilkmergė (synonyma: Aukmergė, Likmerė). Později se postupně stále více vžívalo pojmenování Ukmergė, po II. světové válce již jako jediné.
Název pravděpodobně vznikl podle názvu říčky, Ukmergėlė, dříve nazývané Vilkamergė nebo Vilkamergėlė. Ten název je složeninou ze dvou částí: Vilka- a -mergė. První část je podle litevského slova vilkas (překloněno do rodu ženského; v soudobé litevštině se ale říká vilkė, ne vilka), tedy vlčice. Druhá část se nedá vysvětlit pomocí odpovídajících litevských slov (podobnost se slovem merga – dívka, děvečka – je čistě náhodná[zdroj?]), ale v lotyštině slova merga, marga – mrholení nebo sloveso mergat – poprchávat mohla mít dříve obecnější význam smáčení, proudění, zurčení, který by se dal logicky dovodit při vzniku názvu Vilkamergė/Vilkmergė. Jak město vyrostlo, název říčky dostal koncovku zdrobněliny a stala se z ní Vilkmergėlė, nyní Ukmergėlė.
Volně by se tedy dal název města přeložit jako Vlčice-Mrlinka nebo Vlčice-Malá-Mže nebo prostě „potůček Vlčice“.

## Městské čtvrti
- Dukstyna (severovýchod)
- Gėlių rajonas (jihovýchod)
- Karinis miestelis (západ)
- Krekšliai (jihovýchod)
- Pašilė (jih)
- Pramonės mikrorajonas (západ)
- Smėliai (jihozápad)
- Šlapiai (sever)
- Užupis (jihovýchod)

## Památky
- katolický kostel sv. Barbory v Pašilė (1789)
- katolický kostel sv. apoštolů Petra a Pavla (1820)
- katolický kostel Nejsvětější Trojice (Pijorų, 1863)
- dřevěný kostel starověrců Nejsvětější Panenky Zastánkyně (1873)
- bývalá Velká synagoga
- hradiště Ukmergės piliakalnis
- stará stanice koňské pošty (1835)
- vlastivědné muzeum (1940)

### Další objekty
- Čtyři pošty (PSČ centrální pošty je LT-20001)
- Informační centrum turizmu a podnikání

### Kulturní a osvětová zařízení
- Veřejná knihovna Vlada Šlaita
- Škola technologie a podnikání
- Škola Mládeže
- Gymnázium Antana Smetony v Ukmergė
- Gymnázium Jona Basanavičiuse v Ukmergė
- Zvláštní škola v Ukmergė
- dvě střední školy:
  - Střední škola v Šilasu v Ukmergė
  - Střední škola v Užupisu v Ukmergė
- tři základní školy
  - Základní škola v Dukstyně v Ukmergė
  - Základní škola v Pašilė v Ukmergė
  - Základní škola ve Starém městě v Ukmergė
- Zvláštní výchovně vzdělávací centrum „Vyturėlis“ („Skřivánek“)
- Škola s mateřskou školou „Varpelis“ („Zvoneček“)
- Středisko osvěty v Ukmergė

## Sport

### Fotbal
- Fotbalový klub (dále FK) Baldininkas Ukmergė
- FKK Spartakas Ukmergė
- Klub SM Vienybė Ukmergė
- FK Vilkmergė Ukmergė

## Obyvatelstvo
| 1825  | 1837  | 1856  | 1863  | 1889   | 1897   | 1913   | 1923   | 1939   | 1959   | 1970   | 1979   | 1989   | 2001   |
| ----- | ----- | ----- | ----- | ------ | ------ | ------ | ------ | ------ | ------ | ------ | ------ | ------ | ------ |
| 4 143 | 5 275 | 6 230 | 7 480 | 16 559 | 13 532 | 16 300 | 10 604 | 24 000 | 14 900 | 21 284 | 26 601 | 30 410 | 28 759 |

## Slavní rodáci
- Bruno Abakanowicz (1852–1900), polsko-litevský matematik
- Ben Shahn (1898–1969) americký novinářský fotograf litevského původu
- Regina Varnaitė (* 1927), herečka
- Vida Vencienė (* 1961), běžkyně na lyžích, olympijská medailistka (1988)

## Partnerská města
- Cologno al Serio, Itálie
- Kamenec Podolský, Ukrajina
- Līvāni, Lotyšsko
- Sölvesborg, Švédsko
- Tarnowo Podgórne, Polsko
- Zemský okres Unstrut-Hainich, Německo
- Zemský okres Wetterau, Německo

## Galerie

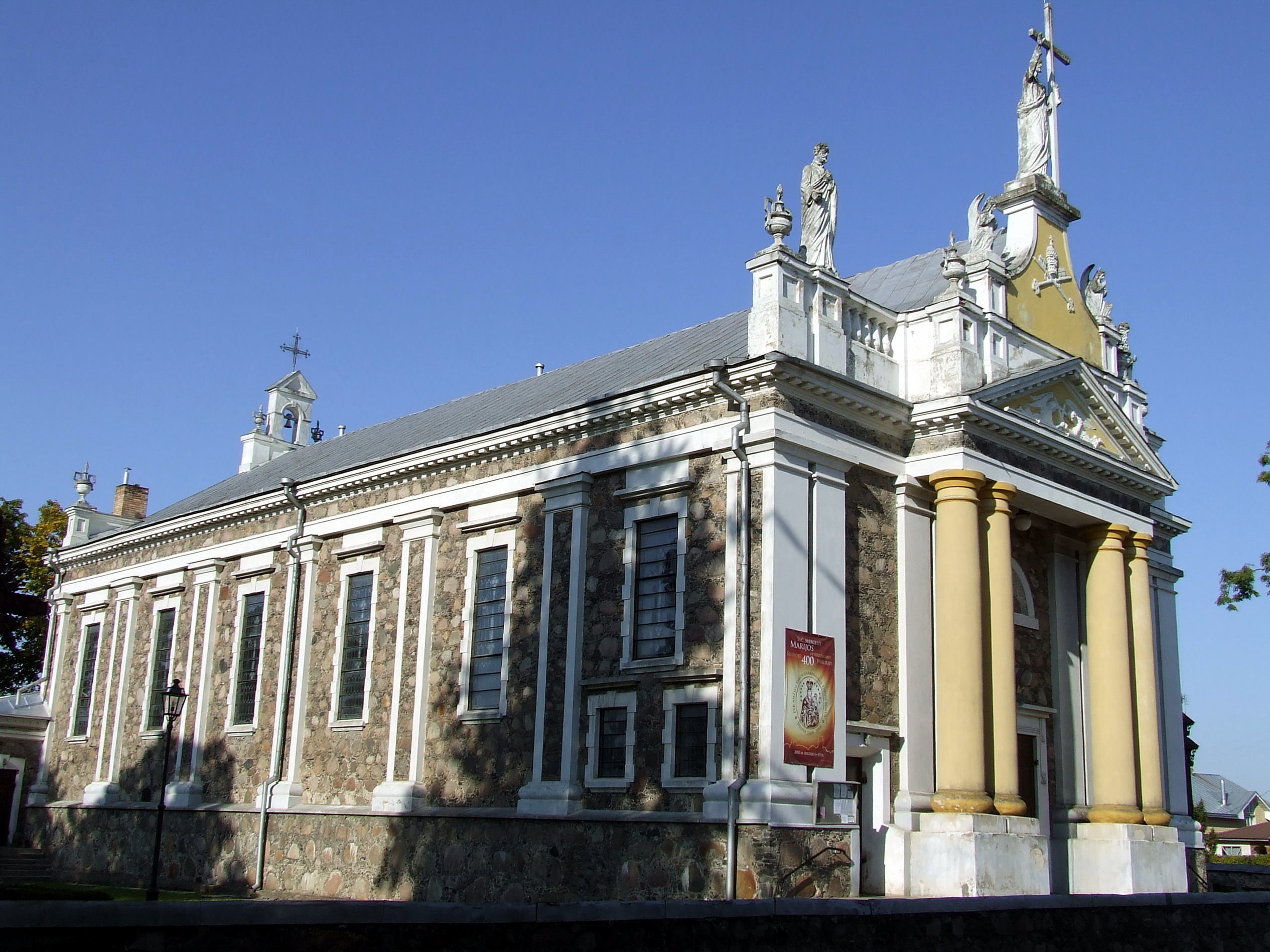
Kostel sv. apoštolů Petra a Pavla
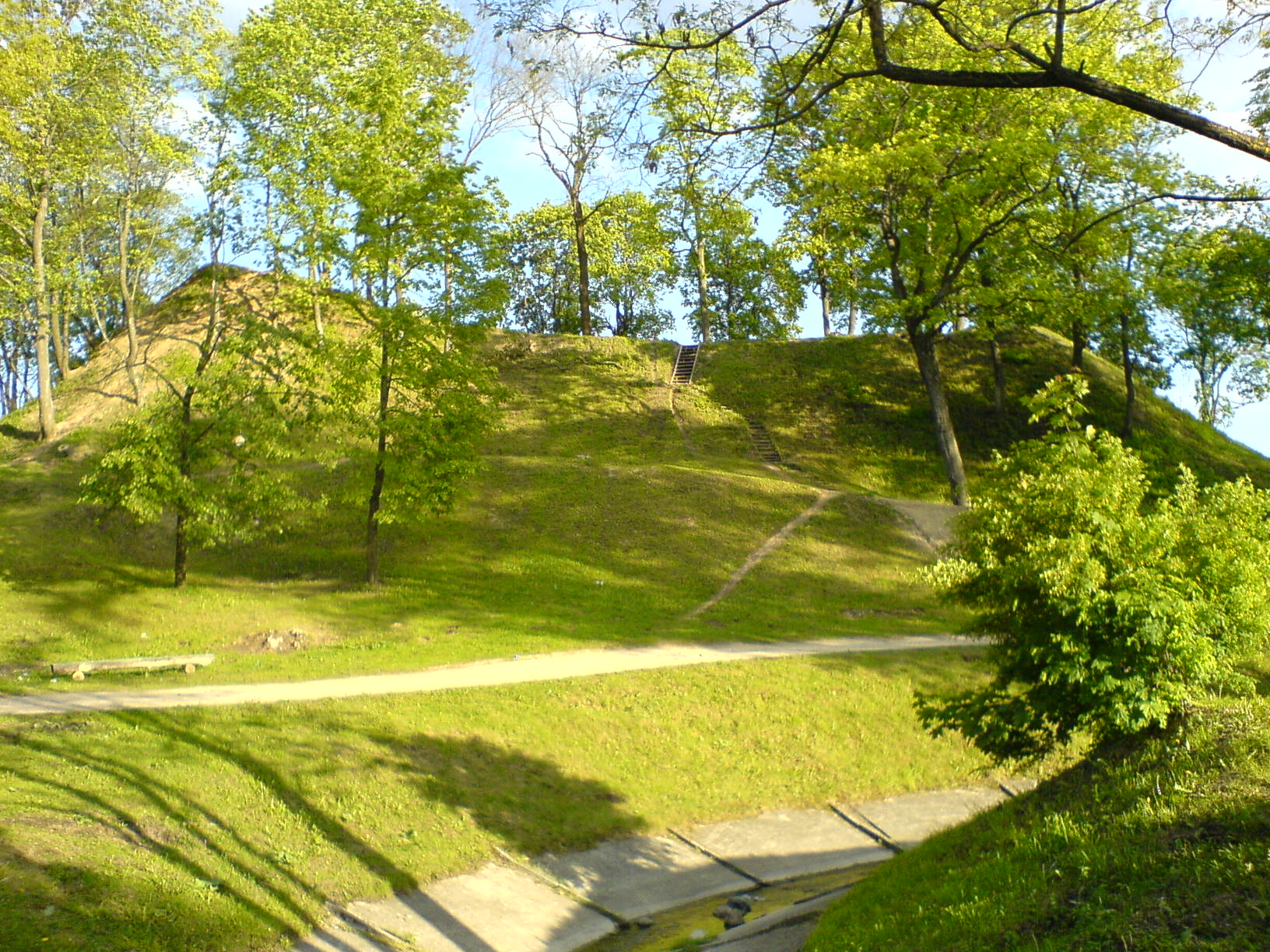
Hradiště Ukmergės piliakalnis